# Tetragnatha eumorpha
Tetragnatha eumorpha là một loài nhện trong họ Tetragnathidae.
Loài này thuộc chi Tetragnatha. Tetragnatha eumorpha được miêu tả năm 1987 bởi Okuma.